# Villa dels Munts
La Villa Romana de los Munts está ubicada en el municipio de Altafulla, a unos 10 kilómetros de Tarragona, sobre una pequeña colina cerca de la playa. La villa de los Munts muestra una zona residencial romana lujosa del siglo II en Tarraco. Es una de las localizaciones del Lugar Patrimonio de la Humanidad denominado Conjunto arqueológico de Tarraco, en concreto identificado con el código 875-013.

## Villas Romanas
En la época romana, las grandes villas del campo no sólo eran lugares de ocio y esparcimiento, sino también eran centros de producción agrícola, ganadera o industrial. Junto al área residencial, había edificios funcionales apropiados para una casa de labor, como bodegas, establos, graneros, almacenes de cereales. También había hornos y herrerías para actividades artesanas y, finalmente, viviendas para los sirvientes y los esclavos, que eran los que realizaban las labores del campo. Las villas solían estar ubicadas en medio de una propiedad de tierra de cultivo, siendo la fertilidad del suelo un condicionante para su asentamiento en una ubicación concreta. Generalmente, se construían los edificios sobre una colina, en un lugar soleado y cerca de una corriente fluvial. La proximidad de algún centro urbano aseguraba la salida de su producción.
Los cultivos más importantes eran los de trigo, de viña y olivos, así como árboles frutales, hortalizas, legumbres y lino. Las técnicas agrícolas mejoraron por la introducción del arado romano, molinos más eficaces que los de los íberos, como el de grano, la prensa de aceite, técnicas de regadío y el uso de abonos.
En Tarraco, como complemento necesario de la ciudad, hay varias villas, entre las que se pueden citar la de Centcelles, transformada en mausoleo en el siglo IV, y la dels Munts, en el término municipal de Altafulla.

## Historia
Por los datos arqueológicos disponibles (monedas y cerámica), se sabe que ya se habitaba a mediados de siglo I. Pero todo parece indicar que el gran momento constructivo corresponde a mediados del siglo II, cuando la mansión quedó perfectamente estructurada a partir de una planificación y una escenografía complejas.
La Villa Romana de los Munts se encontraba sobre una pequeña elevación del terreno que caía suavemente hacia el mar Mediterráneo y que permitía controlar todo el territorio próximo y bien comunicada, junto a la Vía Augusta. En la parte más alta de este cerro había unas cisternas de almacenamiento de agua y a lo largo de la pendiente se encontraba la zona residencial. Se han descubierto una serie de estancias, en el núcleo central articuladas alrededor de un pasillo porticado en forma de L. El lado corto de este pasillo estaba cubierto de lujosos mosaicos. Numerosas paredes y techos estaban decorados con ricas composiciones pictóricas.
En total se han contabilizado tres términos que formaron parte de la villa de los Munts. Las que se han conservado mejor han sido las llamadas inferiores, edificadas en dos grandes fases: la de construcción y la de monumentalización. Aquí se observan los vestuarios, las piscinas de agua fría y caliente, la zona de aguas tibias, una sauna, letrinas y los hornos que permitían calentar las dependencias y el agua.
En las termas, además de los pavimentos con mosaicos, las paredes de las piscinas aún conservan significativas trazas de los revestimientos con placas de mármol. Un conjunto termal más pequeño ha quedado cubierto parcialmente por las aguas del mar, ya que se encuentra dentro de la misma playa de Altafulla.
Los elementos que se han recuperado a través de las excavaciones nos demuestran la magnitud del complejo agricultor. La riqueza de las estatuas, pinturas, pavimentos, mosaicos y columnas de mármol no han dejado ninguna duda sobre el lujo de esta zona residencial romana. Esta opulencia hay relacionarla con Caius Valerius Avitus, uno de los dos duunviri de Tarraco en el siglo II. Caius antes había mandado Augustobriga (en Soria) y en Tarraco se construyó una villa de dos plantas inmensa, con jardines, termas y ricos mosaicos en la primera planta. En el piso de encima, prácticamente desaparecido, había un pórtico con vista al mar. En el año 260 sufrió un incendio que destruyó casi todos los edificios que la componían. Seguramente causado por la primera invasión bárbara del territorio de la actual Cataluña. Posteriormente se produce una reconstrucción y reocupación de la villa, pero fue abandonada, definitivamente, a comienzos del siglo V. Ya en el siglo XVI era conocido como yacimiento romano a causa de los muros que afloraban de la tierra. A partir de 1967 se van realizando prospecciones metódicas que han dejado al descubierto una parte de esta monumental villa romana.